# Stefan Jonsson
Stefan „Lillis“ Jonsson (* 6. Oktober 1964 in Ljusdal) ist ein ehemaliger schwedischer Bandyspieler und aktuell Trainer des schwedischen Erstligisten Västerås SK.
Jonsson spielte von 1981 bis 1988 bei Ljusdals BK. 1988 bis 1998 spielte er für Västerås SK und gewann mit diesem Verein sechs schwedische Meisterschaften, fünf Europacupturniere und dreimal den Weltcup. Danach war er noch einmal eine Saison bei Ljusdals BK auf dem Eis. Nach seinem Rücktritt 1999 gab er 2001 ein Comeback bei Hammarby IF, dessen Bandymannschaft er ab 2006 als Chefcoach mit Spielberechtigung trainierte. Nach der Saison 2007/08 beendete er endgültig seine aktive Bandykarriere. 2009 übernahm er den Trainerposten bei Örebro SK. 2012 engagierte ihn sein ehemaliger Verein Västerås SK.
Für die schwedische Nationalmannschaft war Jonsson 1986/87, 1988/89, 1990/91, von 1992 bis 1995, 1996/97 und von 2003 bis 2005 aktiv. Dabei gewann er insgesamt vier Weltmeistertitel.

## Erfolge und Auszeichnungen
- Vierfacher Weltmeister
- Dreifacher Weltcupsieger
- Fünffacher Europacupsieger
- Schwedischer Meister 1993–1994, 1996, 1998–1999 und 2001 (alle mit Västerås SK)
- Mann des Jahres im schwedischen Bandy 1990